# 椎名堯慶
椎名 堯慶（しいな たかよし、1943年12月15日 - ）は、日本の実業家。コンピュータ企業のソードおよびプロサイドの創業者。
1970年代後半から1980年代前半にかけての日本のパソコン市場黎明期にベンチャー企業のソードを急成長させた。

## 経歴
1943年、北京市に生まれる。父は南満洲鉄道の関連会社に勤めていた。2歳半の頃、父の故郷である千葉県匝瑳郡野田村（野栄町を経て、現在の匝瑳市）に引き揚げる。中学2年生で東京都の板橋第一中学校へ転校し、叔父の家で下宿生活をする。東京都立北野高等学校を卒業後、1年の浪人を経て防衛大学校へ入学した。国防を志願して入学したものの、優秀な同級生に比べて自分の能力やコネは役に立てないと判断し、1か月で中退した。千葉へ戻り、浪人生活の中で実業家の道へ進む決意を固めた。
1964年、東海大学工学部の電子工学科へ入学した。受験した国立大学や私立大学が次々に不合格になる中、まだ願書を受け付けていた東海大学を選んだ。電子工学を選んだのは叔父の勧めであった。1968年に同学部を卒業後、教授に勧められた理経（当時、理経産業）へ入社した。理経はDECの日本総代理店であり、椎名はそこでDEC製ミニコンピュータの営業を担当した。理経の入社面接では独立予定であることをうっかり話してしまったものの、結果的に採用された。
1970年、椎名は予定通り理経を退社し、ソードを設立した。設立時の社員は椎名と経理担当の母親の2名で、社長は椎名の叔父である大野若松が務めた。理経とは「退社後半年間は競合する事業を行わない。」と約束しており、当初はロジックテスターを扱っていた。
1983年にかけてソードは年商350億円の企業グループにまで成長するが、その後は様々な要因が重なって経営危機に陥り、1985年に東芝の傘下となる。椎名によれば、この頃は銀行や取引先に不渡りの嘘が流れるなど、出所不明の様々な妨害を受けていたとのこと。
1987年、椎名はソードを退社してPC/AT互換機メーカーのプロサイドを設立した。ソード時代の妨害がトラウマになっており、この頃にはメディア出演や事業急拡大などの目立つ行動を控えるようになった。プロサイドは2006年にPC/AT互換機保守サービス部門をHPCシステムズへ移管した。2010年3月をもって事業を停止した。
2006年から2007年までMCJの代表取締役を務めた。